# Знаки поштової оплати України 2000
Знаки поштової оплати України 2000 — перелік поштових марок, введених в обіг Укрпоштою у 2000 році.
З 5 січня по 15 грудня 2000 року була випущена 71 пам'ятна (художня, комеморативна) поштова марка. Тематика комеморативних марок охопила ювілеї визначних дат, подій, пам'яті видатних діячів культури та інши. До обігу надійшли знаки поштової оплати номіналом в 0,10; 0,30; 0,40; 0,60; 0,70; 0,80; 1,00; 1,50; 2,00 та 3,00 гривні, а також додатковий тираж третього випуску стандартних марок із літерним номіналом «Е».
Марки було надруковано державним підприємством «Поліграфічний комбінат „Україна“» (Київ).
Відсортовані за датою введення.

## Список комеморативних марок
| № у каталозі                                                | Зображення | Опис та джерело | Номінал                    | Дата введення в обіг   | Тираж   | Дизайн                |
| ----------------------------------------------------------- | ---------- | --- | -------------------------- | ---------------------- | ------- | --------------------- |
| № 293 № 294 № 295                                           |            | Блок «2000-ліття християнства», спільний випуск Україна-Росія-Білорусь - Богоматір Оранта, XI ст. Мозаїка Софійського собору, Київ - Христос Вседержитель, XII ст. Фреска Спасо-Преображенської церкви, Полоцьк - Богоматір Володимирська, ікона, XII ст. Державна Третьяковська галерея, Москва | 0,80 гривні                | 5 січня 2000 року      | 50 000  | Олексій Штанко        |
| № 296 № 297 № 298 № 299                                     |            | Зчіпка «Мости» - Московський міст. Київ, 1976 - Міст ім. Є. О. Патона. Київ, 1953 - Парковий пішохідний міст. Київ, 1957 - Метро міст. Київ, 1965 | 0,10 0,30 0,40 0,60 гривні | 29 січня 2000 року     | 200 000 | М. Лашкевич           |
| № 300 № 301 № 302 № 303                                     |            | Блок «Оперні театри України» - Київський - Одеський - Харківський - Львівський | 0,40 гривні                | 29 січня 2000 року     | 50 000  | В. С. Мітченко        |
| № 304                                                       |            | Блок «Пересопницька Євангелія. XVI ст.» | 1,50 гривні                | 8 лютого 2000 року     | 50 000  | В. С. Мітченко        |
| № 305                                                       |            | «Оксана Петрусенко» | 0,30 гривні                | 11 лютого 2000 року    | 200 000 | Катерина Штанко       |
| № 306                                                       |            | «Маруся Чурай» | 0,40 гривні                | 18 лютого 2000 року    | 200 000 | Олексій Штанко        |
| № 308                                                       |            | Серія «Гетьмани України»: «Гетьман Данило Апостол» | 0,30 гривні                | 22 лютого 2000 року    | 200 000 | Юрій Логвин           |
| № 307                                                       |            | Серія «Гетьмани України»: «Гетьман Іван Самойлович» | 0,30 гривні                | 3 березня 2000 року    | 200 000 | Юрій Логвин           |
| № 309                                                       |            | «Всесвітня метеорологічна організація 1950—2000» | 0,30 гривні                | 10 березня 2000 року   | 200 000 | Марія Гейко           |
| № 310                                                       |            | «EUROPA 2000» | 3,00 гривні                | 29 березня 2000 року   | 200 000 | Ж.-П. Кузін (Франція) |
| № 311 № 312 № 313 № 314 № 315 № 316                         |            | Блок «Писанки» - Поділля - Чернігівщина - Київщина - Одещина - Гуцульщина - Волинь | 0,30 0,70 гривні           | 28 квітня 2000 року    | 50 000  | Катерина Штанко       |
| № 317 № 318                                                 |            | Зчіпка «Філателістичні виставки» - «WIPA 2000» Vien - «The Stamp Show 2000» London | 0,80 гривні                | 20 травня 2000 року    | 50 000  | О. Кошель             |
| № 319                                                       |            | «Донецька область» | 0,30 гривні                | 26 травня 2000 року    | 200 000 | Олександр Калмиков    |
| № 323                                                       |            | «Національна філателістична виставка. Донбас — шахтарський край» | 0,30 гривні                | 28 травня 2000 року    | 200 000 | О. Уточкін            |
| № 320                                                       |            | «Київ» | 0,30 гривні                | 28 травня 2000 року    | 200 000 | Олександр Калмиков    |
| № 324                                                       |            | «Острог. 900 років» | 0,30 гривні                | 16 червня 2000 року    | 200 000 | Олексій Штанко        |
| № 325                                                       |            | Серія Ігри XXVII Олімпіади: «Стрибок у висоту» | 0,30 гривні                | 26 червня 2000 року    | 150 000 | В. М. Євтушенко       |
| № 326                                                       |            | Серія Ігри XXVII Олімпіади: «Бокс» | 0,30 гривні                | 26 червня 2000 року    | 150 000 | В. М. Євтушенко       |
| № 327                                                       |            | Серія Ігри XXVII Олімпіади: «Човнярство» | 0,70 гривні                | 26 червня 2000 року    | 150 000 | В. М. Євтушенко       |
| № 328                                                       |            | Серія Ігри XXVII Олімпіади: «Художня гімнастика» | 1,00 гривня                | 26 червня 2000 року    | 150 000 | В. М. Євтушенко       |
| № 329                                                       |            | «Петро Прокопович» | 0,30 гривні                | 12 липня 2000 року     | 200 000 | О. Кошель             |
| № 330 № 331                                                 |            | Зчіпка серії «Суднобудування в Україні» - Лінійний корабель «Святий Павло» - Фрегат «Святий Миколай» | 0,40 0,70 гривні           | 14 липня 2000 року     | 200 000 | В. В. Руденко         |
| № 332 № 333                                                 |            | Зчіпка «Тетяна Пата» - Кучерявки. Панно. 1950-ті рр. - Калина і птах. 1957 р. | 0,40 гривні                | 21 липня 2000 року     | 200 000 | Наталія Гожа          |
| № 334                                                       |            | «Дубно. 900 років» | 0,30 гривні                | 28 липня 2000 року     | 200 000 | Олександр Калмиков    |
| № 335                                                       |            | «Обжинки» | 0,30 гривні                | 4 серпня 2000 року     | 200 000 | Микола Кочубей        |
| № 336 № 337 № 338 № 339                                     |            | Блок «Офіційні символи глави держави» - Прапор (штандарт) Президента України - Булава Президента України - Гербова печатка Президента України - Знак Президента України | 0,60 гривні                | 18 серпня 2000 року    | 50 000  | А. Руденко            |
| № 321                                                       |            | «Волинська область» | 0,30 гривні                | 23 серпня 2000 року    | 200 000 | Олександр Калмиков    |
| № 340                                                       |            | «Київському поштамту 225 років» | 0,30 гривні                | 3 вересня 2000 року    | 200 000 | Микола Кочубей        |
| № 341 № 342                                                 |            | Зчіпка серії «Червона книга України» - Тритон звичайний Triturus vulgaris - Саламандра плямиста Salamandra salamandra | 0,30 0,70 гривні           | 8 вересня 2000 року    | 200 000 | Геннадій Кузнєцов     |
| № 343                                                       |            | «Юрій Дрогобич» | 0,30 гривні                | 12 вересня 2000 року   | 200 000 | Олексій Штанко        |
| № 344 № 345                                                 |            | Блок «Карпатський національний природний парк» - Брескул. 1911м - Говерла. 2061м | 0,80 гривні                | 15 вересня 2000 року   | 50 000  | О. Жарівський         |
| № 346 № 347 № 348 № 349 № 350 № 351 № 352 № 353 № 354 № 355 |            | Блок «Квіти» - Чорнобривці - Ромашка - Мальва - Мак - Барвінок - Волошка синя - Кручені паничі - Лілея - Півонія - Дзвоники | 0,30 гривні                | 6 жовтня 2000 року     | 50 000  | Катерина Штанко       |
| № 322                                                       |            | «Автономна Республіка Крим» | 0,30 гривні                | 20 жовтня 2000 року    | 150 000 | Олександр Калмиков    |
| № 356 № 357 № 358                                           |            | Зчіпка «Мультфільми» - Івасик-Телесик - Кривенька качечка - Котик та Півник | 0,30 гривні                | 3 листопада 2000 року  | 300 000 | М. Чурилов            |
| № 359                                                       |            | «Новий Рік» | 0,30 гривні                | 24 листопада 2000 року | 300 000 | В. М. Євтушенко       |
| № 360                                                       |            | Серія Церкви: «Церква святого Онуфрія» XVII ст., м. Львів | 0,30 гривні                | 8 грудня 2000 року     | 200 000 | І. М. Крислач         |
| № 361                                                       |            | Серія Церкви: «Церква Різдва Пресвятої Богородиці» XVII ст., с. Велике, Львівська обл. | 0,30 гривні                | 8 грудня 2000 року     | 200 000 | І. М. Крислач         |
| № 362                                                       |            | Серія Церкви: «Воскресенська церква». XVIII ст., м. Суми | 0,70 гривні                | 8 грудня 2000 року     | 200 000 | І. М. Крислач         |
| № 363                                                       |            | Блок «Володимир Великий» | 2,00 гривні                | 15 грудня 2000 року    | 50 000  | Олексій Штанко        |

## Третій випуск стандартних марок
| № у каталозі | Зображення | Опис та джерело                                                           | Номінал | Дата введення в обіг | Тираж   | Дизайн      |
| ------------ | ---------- | ------------------------------------------------------------------------- | ------- | -------------------- | ------- | ----------- |
| № 60         |            | Етнографічний сюжет «Давня Україна»: Пасічники з Середньої Надніпрянщини. | E       | 15 лютого 2000 року  | масовий | Юрій Логвин |